# Eulophia tanganyikensis
Eulophia tanganyikensis är en orkidéart som beskrevs av Robert Allen Rolfe. Eulophia tanganyikensis ingår i släktet Eulophia och familjen orkidéer. Inga underarter finns listade i Catalogue of Life.